# Jean Carnahan

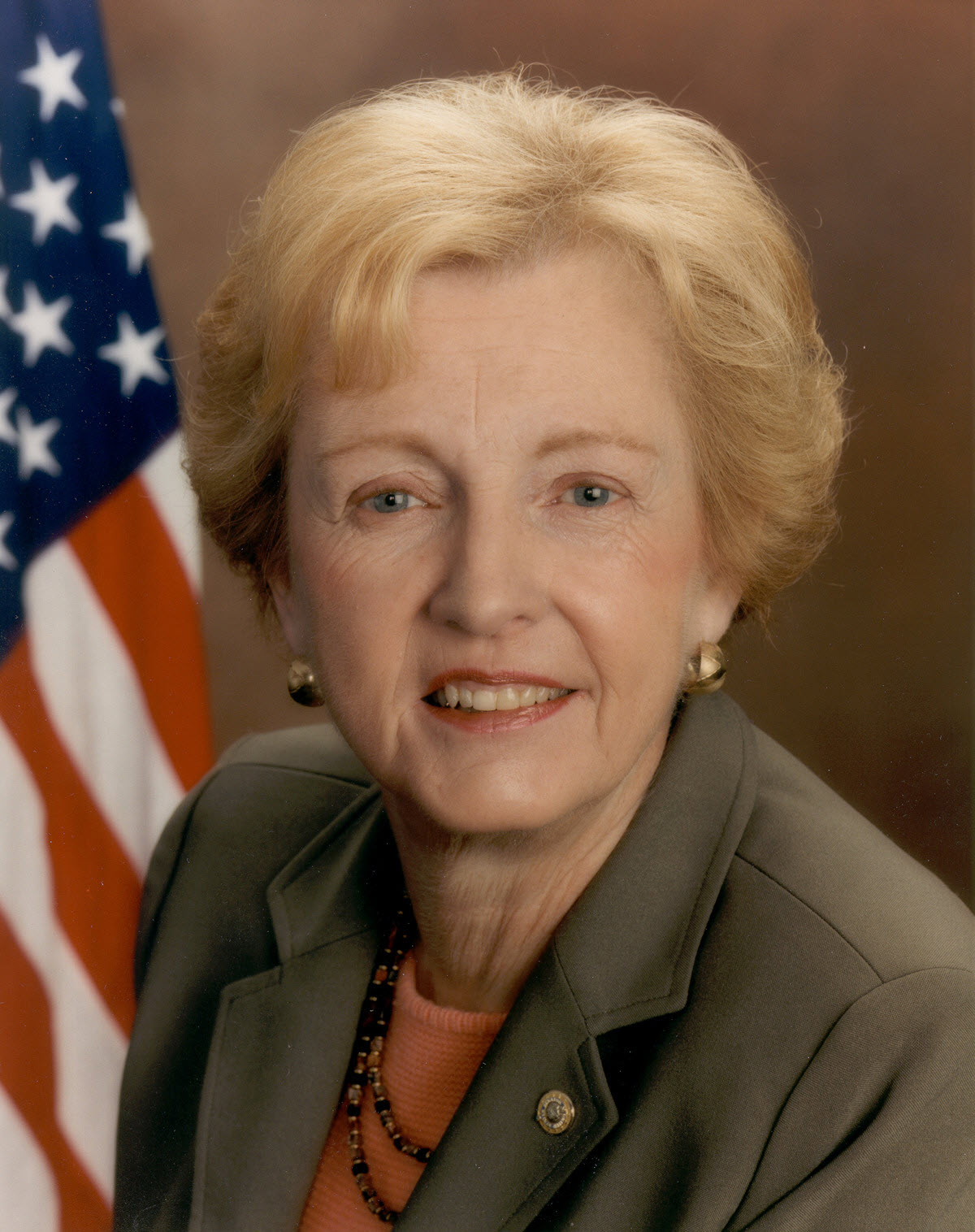
Jean Carnahan

Jean Anne Carnahan, född Carpenter den 20 december 1933 i Washington, D.C., död 30 januari 2024 i St. Louis County, Missouri, var en amerikansk demokratisk politiker. Hon representerade delstaten Missouri i USA:s senat 2001–2002. Hon gifte sig 1954 med Mel Carnahan som var guvernör i Missouri 1993–2000, och hon var därmed delstatens första dam under dessa år. Hon var mor till kongressledamoten Russ Carnahan.
Jean Carnahan avlade 1955 sin kandidatexamen vid George Washington University. Maken Mel Carnahan bestämde sig för att kandidera till USA:s senat när hans andra mandatperiod som guvernör i Missouri närmade sitt slut. Mel Carnahan omkom dock den 17 oktober 2000 i en flygolycka och vann några veckor senare postumt mot sittande senatorn John Ashcroft. Roger B. Wilson, som efterträdde Mel Carnahan som guvernör, hade redan före valet meddelat att han skulle utnämna Jean Carnahan till senaten om demokraterna vann senatsvalet.
Carnahan efterträdde Ashcroft i senaten 3 januari 2001. Hon kandiderade i fyllnadsvalet 2002 för att få sitta kvar i senaten men förlorade då mot republikanen Jim Talent.